# Giovanni Luca Nirta
Giovanni Luca Nirta (Locri, 18 ottobre 1969) è un mafioso italiano della 'ndrangheta, presunto capobastone della 'ndrina dei Nirta Versu di San Luca dal 2005.

## Biografia
Arrestato nel 1989 per rapina a Milano va in carcere per 4 anni.
Il 25 dicembre 2006 nella cosiddetta faida di San Luca viene uccisa la moglie Maria Strangio su ordine dal capocosca rivale, Francesco Pelle per vendicare una ferita balistica alla schiena nei suoi confronti che gli restò paraplegico. Si ritiene che Nirta è dietro dell'attentato contro Pelle. Il 25 maggio del 2008 viene arrestato il padre, nonché capobastone dell'omonima cosca, Giuseppe Nirta per associazione mafiosa.